# Louis Mustillo
Louis A. Mustillo (Buffalo (New York), 28 mei 1958) is een Amerikaans acteur en toneelschrijver.

## Biografie
Mustillo is van Italiaans-Amerikaanse afkomst, en kreeg de liefde voor het acteren al in zijn kinderjaren. In een toneelspel op de basisschool kreeg hij de hoofdrol en genoot ervan, en acteerde voor zijn familie en de buurt en in de weekenden ging hij naar de bioscoop om naar beroemde acteurs te kijken. Na de high school ging hij drama studeren en trad op in het theater en schreef ook zijn eigen toneelstukken. Hij schreef onder andere de Broadwaystukken Circumstances en Bartenders.  
Mustillo begon in 1989 met acteren in de film Married to the Mob. Hierna heeft hij nog meerdere rollen gespeeld in films en televisieseries zoals Corrina, Corrina (1994), Freeway (1996), High Incident (1996-1997), The Peacemaker (1997), Joan of Arcadia (2004-2005), My Sassy Girl (2008), The Young and the Restless (2008-2009) en Mike & Molly (2010-2011).
Mustillo is in 2005 getrouwd. Zijn hobby's zijn antiek verzamelen, musea bezoeken, kunstschilderen en het beoefenen van shotokan karate.

## Filmografie

### Films
Uitgezonderd korte films.
- 2024 Alto Knights - als Joe Bonanno
- 2023 All You Need Is Blood - als Dick Boeing
- 2022 Bobcat Moretti - als Carmine
- 2021 Crappy Mother's Day - als Rodger
- 2019 Wetlands - als Jimmy
- 2018 Cold Brook - als gemeentesecretaris
- 2017 Wetlands - als Jimmy
- 2015 Dancer and the Dame - als rechercheur Spitz
- 2012 Not Fade Away - als Johnny Vitelloni
- 2012 One for the Money - als Mr. Plum
- 2011 Inside Out - als Sylvester
- 2009 City Island – als Bruno
- 2008 The Narrows – als Fat Sal
- 2008 My Sassy Girl – als portier
- 2007 30 – als Eddie
- 2006 Bobby – als Mario
- 2006 Find Me Guilty – als U.S. Marsshal
- 2005 Two for the Money – als portier
- 2004 A Uniform Used to Mean Something... – als gast in restaurant
- 2002 Wishcraft – als Dombrowski
- 1999 Dudley Do-Right – als man
- 1999 Just the Ticket – als Harry de hoofd
- 1997 The Peacemaker – als Costello
- 1996 Johns – als John Wayne
- 1996 The Last Big Thing – als videoproducent
- 1996 Hellraiser: Bloodline – als Sharpe
- 1996 Freeway – als advocaat van Vanessa
- 1994 Corrina, Corrina – als Joe Allechinetti
- 1994 Midnight Run for Your Life – als Hector
- 1992 Passed Away – als Carmine Syracusa
- 1989 Married to the Mob – als ??

### Televisieseries
Uitgezonderd eenmalige gastrollen.
- 2022 - 2023 Cooper's Bar - als Cooper Marino - 12 afl.
- 2018 Over/Under - als Frank Diamond - 2 afl.
- 2018 Strange Angel - als Humphrey - 5 afl.
- 2010 – 2016 Mike & Molly – als Vince – 117 afl.
- 2008 – 2009 The Young and the Restless – als Joe – 15 afl.
- 2004 – 2006 The Sopranos – als Salvatore Vitro – 3 afl.
- 2004 – 2005 Joan of Arcadia – als vuilnisman God – 4 afl.
- 1996 – 1997 High Incident – als officier Russell Topps – 32 afl.
- 1992 L.A. Law – als Geoff Stachwill – 2 afl.

- International Standard Name Identifier: 0000 0004 0947 0244
- Library of Congress Control Number: no2018099751
- Nationale Bibliotheek van Polen: a0000001286424
- Virtual International Authority File: 303072181
- WorldCat: E39PBJpjg73jK7gJH7Jd34VwG3